# Křínov
Křínov (dříve také Chřínov, Chříňov, Chrženov či Gröna) je malá vesnice, část města Planá v okrese Tachov v Plzeňském kraji. Nachází se asi 5,5 kilometru východně od Plané. Je zde evidováno 16 adres. V roce 2011 zde trvale žilo 27 obyvatel.
Křínov je také název katastrálního území o rozloze 3,24 km².

## Historie
První písemná zmínka o vesnici pochází z roku 1373.

## Obyvatelstvo
| Rok            | 1869 | 1880 | 1890 | 1900 | 1910 | 1921 | 1930 | 1950 | 1961 | 1970 | 1980 | 1991 | 2001 | 2011 | 2021 |
| -------------- | ---- | ---- | ---- | ---- | ---- | ---- | ---- | ---- | ---- | ---- | ---- | ---- | ---- | ---- | ---- |
| Počet obyvatel | 107  | 117  | 95   | 111  | 93   | 107  | 93   | 42   | 34   | 24   | 18   | 13   | 23   | 27   | 33   |
| Počet domů     | 17   | 17   | 17   | 17   | 17   | 17   | 19   | 13   | 13   | 7    | 7    | 7    | 10   | 10   | 11   |

## Obecní správa
Při sčítání lidu v letech 1850–1949 Křínov byl samostatnou obcí v okrese Planá. V letech 1950–1963 byl částí obce Otín v okrese Mariánské Lázně. Od roku 1964 je částí města Planá v okrese Tachov.

## Pamětihodnosti
- Smírčí kříž. U cesty k rozvalinám bývalého Tomšova mlýna se v údolí Kosího potoka nachází smírčí kříž – registrační číslo 1138.[11] Na tomto místě dne 17. 2. 1548  zavraždil Filip ze Stáně (Gstom) Ondřeje Mestla z Křínova. Za trest mu bylo uloženo dát sloužit tři mše v Otíně, poté měl viník jít s mečem a tříliberní svící k hrobu zavražděného a prosit o odpuštění. Mimo to musel vdově vyplatit 20 kop míšeňských grošů a dále mu bylo uloženo zřídit do jednoho roku na místě, kde byl Ondřej Mestl zabit, smírčí kříž – což se stalo.[12]
- Kaple

## Osobnosti
Ve Křínově se dne 15. února 1806 narodil Franz Xaver Haimerl, právník, vysokoškolský učitel, rektor vídeňské univerzity.